# Eisrandformen zwischen Rebholz und Knellesberg
Das Gebiet Eisrandformen zwischen Rebholz und Knellesberg ist ein mit Verordnung vom 19. Juli 1996 durch das Landratsamt Bodenseekreis ausgewiesenes Landschaftsschutzgebiet (LSG-Nummer 4.35.038) im Nordosten der baden-württembergischen Gemeinde Meckenbeuren im Bodenseekreis in Deutschland.

## Lage
Das etwa 279 Hektar große Landschaftsschutzgebiet Eisrandformen zwischen Rebholz und Knellesberg gehört naturräumlich zum Bodenseebecken. Es liegt nordöstlich der Ortsmitte Meckenbeurens, an der Kreisgrenze zum Landkreis Ravensburg, zwischen der Schussen im Westen, westlich, zwischen und östlich der Bundesstraßen 30 und 467 sowie östlich des Ortsteils Liebenau auf einer Höhe von rund 440 bis 540 m ü. NN. Das Landschaftsschutzgebiet umfasst unter anderem die Gewanne Einöde von Mühlenbach, Einöde von Tennenmoos, Knellesberger Wiesen, Krumme Äcker, Stockwiesen, Tennenmooser Esch und Weiherwiesen.

## Schutzzweck
Wesentlicher Schutzzweck ist die Erhaltung der in der Würmeiszeit vom Rheingletscher in einer Rückzugs- und Stillstandphase ausgebildeten Eisrandformen mit den Seitenmoränen, Endmoränen und dem Auslauf in die Schussenniederung in ihrer vielgestaltigen natürlichen Geomorphologie.